# هارتفورد کورانت
هارتفورد کورانت (انگلیسی: Hartford Courant) بزرگترین روزنامه ایالت کنکتیکت است و به عنوان قدیمی‌ترین روزنامه منتشر شده مداوم در ایالات متحده آمریکا تبلیغ می‌شود. این روزنامه صبحگاهی که به بیشتر ایالت در شمال نیوهیون و شرق واتربری خدمات ارائه می‌دهد، دفتر مرکزی آن در خیابان براد در هارتفورد (کنتیکت) در فاصله کمی از کاپیتول ایالت قرار دارد. این روزنامه اخبار منطقه‌ای را با زنجیره‌ای از دفاتر در شهرهای کوچکتر و مجموعه‌ای از نسخه‌های محلی گزارش می‌دهد. همچنین «سی‌تی‌نو» را اداره می‌کند، یک روزنامه هفتگی محلی رایگان و وب‌سایت.
«کورانت» در ۲۹ اکتبر ۱۷۶۴ به عنوان یک هفته‌نامه با نام «کورانت کانتیکت» آغاز به کار کرد و در سال ۱۸۳۷ به روزنامه تبدیل شد. در سال ۱۹۷۹، توسط شرکت تایمز میرور خریداری شد. در سال ۲۰۰۰، تایمز میرور توسط شرکت تریبون خریداری شد که بعداً مدیریت و امکانات روزنامه را با ایستگاه تلویزیونی هارتفورد متعلق به تریبون ترکیب کرد. «کورانت» و سایر دارایی‌های چاپی تریبون در سال ۲۰۱۴ به یک شرکت مادر جدید، تریبون پابلیشینگ، جدا از ایستگاه، واگذار شدند. انتشارات تریبون در ماه مه ۲۰۲۱ موافقت کرد که توسط آلدن گلوبال کپیتال، که دارایی‌های رسانه‌ای خود را از طریق دیجیتال فرست مدیا اداره می‌کند، خریداری شود. این معامله در ۲۵ مه ۲۰۲۱ نهایی شد.